# Eudendrium antarcticum
Eudendrium antarcticum är en nässeldjursart som beskrevs av Eberhard Stechow 1921. Eudendrium antarcticum ingår i släktet Eudendrium och familjen Eudendriidae. Inga underarter finns listade i Catalogue of Life.